# Berrnabbane
Die Berrnabbane (norwegisch für Nackte Felsvorsprünge) sind Kliffs an der Prinz-Harald-Küste des ostantarktischen Königin-Maud-Lands. Sie liegen am südöstlichen Rand der Djupvika, einer Nebenbucht im südwestlichen Abschnitt der Lützow-Holm-Bucht.
Norwegische Kartografen, die sie auch deskriptiv benannten, kartierten sie anhand von Luftaufnahmen, die im Rahmen der Lars-Christensen-Expedition 1936/37 entstanden.